# شا فالی (غذا)
شا فالی، یک غذای تبتی از نان پر شده با گوشت مزه دار شده و کلم است که به شکل‌های نیم دایره یا دایره در می‌آید و با توجه به تغییرات منطقه ای سرخ شده یا در فر پخته می‌شود.